# Messaâd
Messaâd (em árabe: مسعد) é uma cidade e comuna localizada na província de Djelfa, Argélia. De acordo com o censo de 2008, a população total da cidade era de 102 453 habitantes.